# András Sándor (költő)
András Sándor, eredeti neve: Sándor András (Budapest, 1934. március 28. – 2024. június 5.) magyar költő, irodalomtörténész, irodalomkritikus, egyetemi tanár.

## Életútja
1956-ban szerzett magyar irodalom szakos diplomát a Szegedi Tudományegyetem Bölcsészettudományi Karán.
A forradalom után emigrált. Oxfordban, 1961-ben kapott B. Litt. diplomát. 1963–1964 között DAAD-ösztöndíjas volt a Müncheni Egyetemen. A University of Southern California egyetemen tanult tovább 1967-ben. A doktori címet 1967-ben szerezte meg ott német irodalomból. 1965-1969 között magyar nyelv és irodalom tanár volt Berkeleyben. A washingtoni Howard Egyetemen volt professzor 1969–1996 között. 1981–1996 között kiadta és szerkesztette az Arkánum című folyóiratot.

## Munkássága
Esszéit és tanulmányait angol és német, verseit, esszéit, prózáját és kritikáit magyarul írja. Írásait az Új Látóhatár, az Irodalmi Újság és a Magyar Műhely, valamint a Kortárs, Alföld, Jelenkor, Élet és Irodalom, Literatura, Kalligram, Korunk is közölte. A Csernus Ákos-díj kuratóriumának tagja.

## Főbb művei

### Verseskötetei
- Rohanó oázis; s.n., London, 1970 (A Szepsi Csombor Kör kiadványai Magyar sorozat)
- Mondolatok (1981)
- A teremtéselőtti ember; Orpheusz Könyvek, Bp., 1993
- Emberpassió. Válogatott és új versek, 1956–1998 (1999)
- Franciska könyve (2000)[3]
- Szerelem: megközelítések (2000)
- Mi vagyunk most a vandálok is. Versek; Kalligram, Pozsony, 2012

### Tanulmány- és esszékötetei
- The Exile of Gods (1968)
- Heidegger és a szent; Osiris-Századvég–Gond, Bp., 1994 (Horror metaphysicae)
- Ikervilág (1996)
- Játék vagy kaland (1998)
- "nem adnám semmiért ezt a zimankós szabadságot". Futamok Kemens Géfin László Fehérlófia című könyvéről (2003)
- Lutheránus zen. Halál és meghalás; Kalligram, Pozsony, 2004
- Bretonhídon Atlantiszba. Írások írókról és az írásról; Kalligram, Pozsony, 2010
- Az otthonos idegen. Kukorelly Endre; Kalligram, Pozsony, 2011
- Malevics és a művészet; Kijárat, Bp., 2016

### Regény, elbeszélés
- Gyilkosság Alaszkában avagy Sherlock Holmes a tlingitek földjén (2006)
- Szent Kujon megkísértése. Történetek; Kalligram, Pozsony, 2007

## Díjai, kitüntetései
- Nagy Imre emlékplakett (1995)
- Kortárs-díj (1995)
- Móricz Zsigmond-ösztöndíj (1995)
- József Attila-díj (1999)
- Ady Endre-díj (2000)
- Szépíró-díj (2006)
- Füst Milán-díj (2007)
- Nagy Imre-érdemrend (2010)[4]
- A Magyar Érdemrend lovagkeresztje (2019)